# Тогызтарау
Тогызтарау (каз. Тоғызтарау) — село в Жамбылском районе Жамбылской области Казахстана. Административный центр Тогызтарауского сельского округа. Код КАТО — 314265100.

## Население
В 1999 году население села составляло 521 человек (272 мужчины и 249 женщин). По данным переписи 2009 года, в селе проживал 451 человек (236 мужчин и 215 женщин).